# Bercianos de Aliste
Bercianos de Aliste es una localidad del municipio español de San Vicente de la Cabeza, perteneciente a la provincia de Zamora, en la comunidad autónoma de Castilla y León.
La original forma con que este pueblo celebra la Semana Santa desde hace más de cinco siglos, ha trascendido más allá de la frontera comarcal y provincial, convirtiéndose en los últimos años en un importante foco de atracción turística, llegándose a postular para la misma su declaración de "interés turístico regional".

## El pueblo
Ubicado en un pequeño hoyo, se compone de casas apiñadas, con techumbre de pizarra y levantadas con piedra, típicas de la arquitectura alistana. En lo alto de aquel conjunto pintoresco camuflado por la ladera de un monte se ubica la iglesia de San Mamés. De estilo sencillo, las retorcidas callejuelas de Bercianos convergen en ella, lo que impregna de simbolismo al templo y le confiere un papel protagonista.

## Topónimo
El topónimo Bercianos, muestra que la fundación de la localidad se hizo con oriundos de la comarca de El Bierzo, al igual que otras localidades como Bercianos de Vidriales, Bercianos de Valverde o Bercianos del Páramo.

## Historia

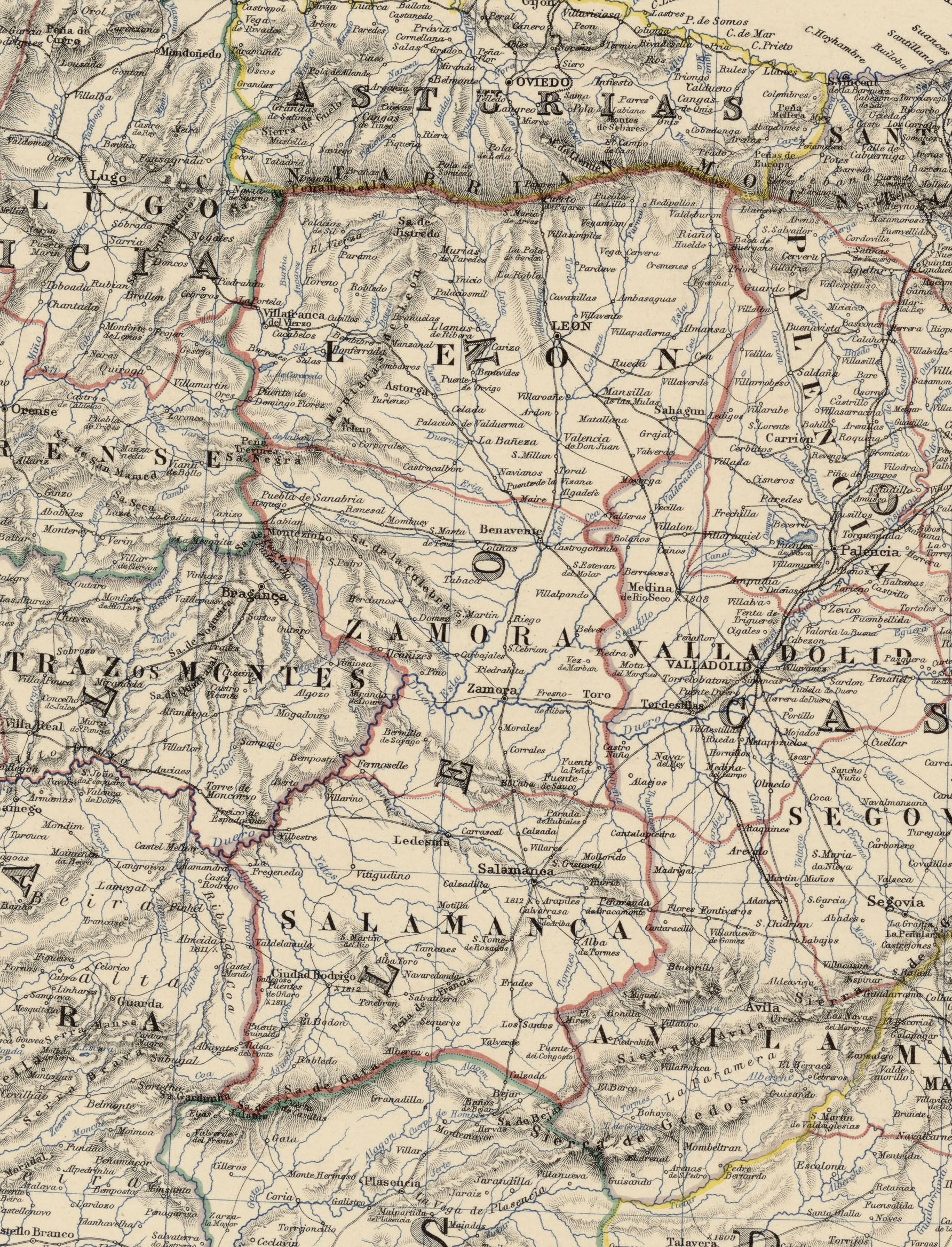
Detalle del mapa Spain & Portugal, realizado en 1864 por Keith Johnston, en el que se puede observar Bercianos de Aliste

En la Edad Media, Bercianos de Aliste quedó integrado en el Reino de León, siendo repoblado por sus monarcas con gentes procedentes de El Bierzo, de cuyo gentilicio tomó el nombre la localidad. Tras la independencia de Portugal de León, en 1143, Bercianos habría sufrido los conflictos que surgieron entre los reinos leonés y portugués por el control de la comarca de Aliste.
Durante la Edad Moderna, estuvo integrado en el partido de Alcañices de la provincia de Zamora, tal y como reflejaba en 1773 Tomás López en Mapa de la Provincia de Zamora.
Así, al reestructurarse las provincias y crearse las actuales en 1833, Bercianos se mantuvo en la provincia zamorana, dentro de la Región Leonesa, quedando integrado con la creación de los partidos judiciales en abril de 1834 en el de Alcañices, hecho que se prolongó hasta 1983, cuando fue suprimido el mismo e integrado en el Partido Judicial de Zamora.
En torno a 1850, Bercianos se integró en el municipio de San Vicente de la Cabeza, en el cual ha permanecido hasta la actualidad.

## Límites perimetrales
Los límites del perímetro de Bercianos de Aliste son:
| Noroeste: San Vicente de la Cabeza | Norte: Campogrande de Aliste | Noreste: Riofrío de Aliste |
| Oeste: San Vicente de la Cabeza    |                              | Este: Riofrío de Aliste    |
| Suroeste Grisuela                  | Sur: Fradellos               | Sureste: Valer             |

## Semana Santa
El pueblo es conocido internacionalmente por su emotiva Semana Santa, en concreto por mantener desde el siglo XVI. Una emotiva y solemne Procesión del Santo Entierro —el Viernes Santo— que ha merecido la declaración de Fiesta de Interés Turístico Regional, como ejemplo y símbolo de religiosidad popular sincera y profunda del mundo rural, un tesoro etnográfico, cultural y humano que La Cofradía de la Cruz o del Santo Cristo protege desde hace siglos. Además también destaca el Jueves Santo con la procesión de las capas pardas o también conocida como la procesión de la Carrera
El ceremonioso ritual comienza sobre las 4 de la tarde junto a la iglesia con El sermón del descendimiento, donde dos sacerdotes desenclavan al Cristo Crucificado articulado mientras unos Cofrades lo recogen y se lo presentan a la Virgen Dolorosa antes de introducirlo en la Urna. La procesión —a ritmo de Miserere— y encabezada por el pendón de la Hermandad Penitencial y la Cruz, inicia el itinerario ascendente, un vía crucis señalizado de un kilómetro hasta el Calvario.
Un cortejo visualmente impactante en el que los cofrades visten la llamativa vestimenta —tela de lino blanca (ahora nuevos tejidos) con un capucho romo que antiguamente se le ponía también al Cristo, esta vestimenta será la mortaja que lleven los cofrades el día de su defunción; los hombres mayores, viudos, personas no cofrades o cofrades de primer año visten la tradicional Capa Alistana o de chiva —de uso tradicional pastoril—, y algunos mozos del pueblo con pañuelos merinos en la cabeza y lanzas estilo romano escoltan la urna policromada del Cristo, ahora yacente, mientras las mujeres cierran la comitiva adornadas con la toquilla.
Junto al cementerio los cofrades ganan las indulgencias concedidas de Paulo III en 1536 rodeando las tres cruces de granito que componen el Calvario. Después rezan por cada llaga y entonan el cántico de Las Cinco Llagas antes de regresar al templo parroquial.

## Monumentos
La iglesia parroquial de San Mamés, del siglo XVII, ubicada en la zona alta, con espadaña barroca, guarda en el interior de la sacristía la bula firmada por el cardenal Francisco en 1536 que otorga indulgencias a los miembros de la Cofradía de La Vera Cruz que participen en la procesión del Santo Entierro con espíritu penitente. También aloja la urna de cristal y madera policromada en la que se traslada el Cristo, La Virgen del Rosario, el llamado " Cristo pequeño" y objetos litúrgicos vinculados a la insigne celebración religiosa popular. El retablo mayor barroco, concretamente de 1720, integra al patrón, San Mamés, y el lateral a San Antonio de Padua. 
La arquitectura rural —de adobe, pizarra y madera— se plasma en antiguas viviendas tradicionales de dos plantas, con portaladas o balcones, escasos detalles decorativos, rejería, además de Fuentes, Puentes y Pontones, las Tres Cruces del Calvario ubicado junto al cementerio y las del Vía Crucis. Además posee dos molinos muy antiguos que configuran un paisaje típico de Aliste.

## Fiestas
Bercianos de Aliste celebra sus fiestas patronales por San Mamés, a principios de agosto —en torno al 7—, con actos religiosos además de juegos tradicionales, folclore, concursos culinarios y bailes. Hay una Asociación Cultural que organiza actividades y han recuperado el texto de La Cordera, una representación navideña de la adoración de Los Pastores y La Natividad de Cristo que en Nochebuena rememora con ofrendas tradicionales una cultura pastoril. Además destaca también el día del Corpus y los concejos donde se reúne el pueblo para tratar de mejorarlo. 